# Plateau des mille Etangs
Plateau des mille Etangs este o arie protejată (arie de protecție specială avifaunistică — SPA) din Franța întinsă pe o suprafață de 20.555 ha, integral pe uscat.

## Localizare
Centrul sitului Plateau des mille Etangs este situat la coordonatele 47°48′20″N 6°36′52″E / 47.80559°N 6.61444°E.

## Înființare
Situl Plateau des mille Etangs a fost declarat arie de protecție specială avifaunistică în baza directivei 79/409 din 1979 referitoare la conservarea păsărilor sălbatice pentru a proteja 11 specii de animale.

## Biodiversitate
Situată în ecoregiunea continentală, aria protejată nu include niciun habitat protejat.
La baza desemnării sitului se află mai multe specii protejate de  păsări (11): pescăruș albastru (Alcedo atthis), erete vânăt (Circus cyaneus), ciocănitoarea de stejar (Dendrocopos medius), ciocănitoare neagră (Dryocopus martius), șoim călător (Falco peregrinus), sfrâncioc roșiatic (Lanius collurio), ciocârlie de pădure (Lullula arborea), gaia neagră (Milvus migrans), gaia roșie (Milvus milvus), viespar (Pernis apivorus), ciocănitoare verzuie (Picus canus).
Pe lângă speciile protejate, pe teritoriul sitului au mai fost identificate 11 specii de păsări.